# Osvaldo Bailo
Osvaldo Bailo (* 12. September 1912 in Serravalle Scrivia; † 28. Februar 1997 ebenda) war ein italienischer Radrennfahrer und nationaler Meister im Radsport.

## Sportliche Laufbahn
Bailo war im Straßenradsport aktiv. Als Amateur gewann er die Coppa San Giorgio 1932, Alessandria–Rivarolo–Alessandria 1933 (mit zwei Tageserfolgen) sowie Alessandria–Fegino 1934. Von 1936 bis 1947 war er Unabhängiger und Berufsfahrer. 1937 siegte er im Giro di Romagna vor Diego Marabelli, 1940 im Giro dell’Emilia vor Mario Ricci, 1941 im Giro delle Marche, 1942 im Giro del Lazio vor Olimpio Bizzi, 1946 in der Coppa Bernocchi vor Angelo Brignole und in der Nordwestschweizer Rundfahrt. 1941 siegte er in der nationalen Straßenmeisterschaft der Unabhängigen.
Zweiter wurde Bailo bei Genua–Nizza 1935 und 1937, im Giro del Veneto und Milano–Mantova 1938 sowie bei Mailand–Turin 1942. Dritte Plätze holte er in der Lombardei-Rundfahrt 1938 und bei Mailand–Sanremo 1939. Den Giro d’Italia bestritt er fünfmal. 1934, 1935, 1936, 1938 und 1940 kam er jeweils nicht ins Ziel.

## Familiäres
Seine Eltern waren der ehemalige Radrennfahrer Luigi Bailo und die Schwester von Costante Girardengo.